# Ван Дамме, Мигел
Мигел Ван Дамме (нидерл. Miguel Van Damme; 25 сентября 1993, Гент, Фламандский регион — 29 марта 2022, Руселаре, Фламандский регион) — бельгийский футболист, вратарь.

## Клубная карьера
Ван Дамме является воспитанником клуба «Серкль Брюгге», с которым в 2014 году подписал профессиональный контракт. В его составе дебютировал 5 апреля 2014 года в игре с «Мехеленом». На эту игру главный тренер команды Лоренцо Сталенс выставил Мигела в стартовом составе. На 12-й минуте голкипер пропустил единственный гол в этом матче. За два года провёл в воротах команды в чемпионате Бельгии всего четыре игры. По итогам сезона 2014/15 «Серкль Брюгге» занял в турнирной таблице предпоследнее 15-е место и отправился на понижение.
В первом дивизионе Ван Дамме стал основным голкипером команды, отыграв без замен все 32 матча чемпионата, в которых пропустил 35 мячей. Команда заняла 5 место в таблице. На традиционном медосмотре перед началом следующего сезона у голкипера была обнаружена лейкемия. Из-за болезни он был вынужден пропустить полтора сезона. Вернулся на поле 25 февраля 2018 года, выйдя в стартовом составе матча с «Вестерло». По итогам сезона команда одержала победу в Проксимус лиге и спустя три года вернулась в элиту бельгийского футбола.

## Болезнь и смерть
В июне 2016 года на предсезонном медосмотре у Ван Дамме была обнаружена лейкемия. После нескольких сеансов химиотерапии в марте 2017 года он объявил о победе над болезнью. В июне 2018 года женился на Киане Доббеларе. Летом 2019 года у него случился рецидив болезни. В октябре для него был найден совместимый донор и была произведена операция по пересадке костного мозга. Однако в январе 2020 года Ван Дамме был в третий раз поставлен диагноз лейкемия, в связи с чем он вынужден был продолжить лечение. 29 марта 2022 года, не оправившись от болезни, футболист скончался.

## Личная жизнь
21 мая 2021 года у Мигела и его жены Кианы родилась дочь, которую назвали Камилла.

## Достижения
Серкль Брюгге
- Победитель Первого дивизиона: 2016/17